# تور وقتی همه می‌خوابیم
تور وقتی همه می‌خوابیم (به انگلیسی: When We All Fall Asleep Tour) اولین تور کنسرت توسط بیلی آیلیش، خواننده و ترانه آمریکایی، به منظور حمایت از اولین آلبوم استودیوی خود، وقتی همه می‌خوابیم، کجا می‌ریم؟ (۲۰۱۹) است.